# Gaio Giulio Iullo (dittatore 352 a.C.)
Gaio Giulio Iullo (fl. 352 a.C.) è stato un politico romano.
Fu nominato dittatore nel 352 a.C., per affrontare una falsa minaccia di guerra da parte degli Etruschi. Usò il suo incarico per tentare di fare eleggere dei Consoli patrizi. (Liv. 7.21.9-22.1; Degrassi 105, 404 f.)